# Syrup16g
Syrup16g (シロップじゅうろくグラム shiroppujū rokuguramu) es una banda japonesa de rock.
Syrup16g es una de las bandas que han emergido desde los suburbios de Tokio dentro de estos últimos años, entremedio de los casetes caseros y la vida bohemia del barrio Shimokitazawa, cuna de un gran número de bandas indie.
El mundo de Syrup16g es oscuro, lleno de desesperación, sufrimiento, y pensamientos suicidas. Sobre los riffs de guitarra y los golpes en la batería, el guitarrista y vocalista Igarashi Takashi pinta cuadros tristes de un mundo en el cual no vale la pena vivir. Sin embargo, ocasionalmente un rayo de esperanza atraviesa esa oscuridad, lo que sitúa a Syrup16g por sobre todas esas bandas que no han sido capaces de salir del agujero que ellos mismos han cavado.
Por su sonido y letras depresivas Syrup16g es frecuentemente comparado con Radiohead. Y de hecho, ellos parecen confirmar esta comparación, haciendo covers de ellos en sus conciertos. Sin embargo, Syrup16g constantemente ha logrado evolucionar ese sonido y ha impuesto su propia forma de  crearlo. En anteriores álbumes como Copy y Delayed su sonido fue más suave y más cercano al emo (aunque todavía con diferencias significativas con el sonido actual), muy opuesto al álbum Mouth to Mouse, el cual fue comparado con los álbumes The Bend y OK Computer de Radiohead

## Integrantes

### Integrantes
- Takashi Igarashi (Vocalista y Guitarrista): Líder y Compositor de la banda, en un principio solo era el guitarrista de la banda, sin embargo después de la salida del primer vocalista cuando aun eran una banda nueva, Takashi tomo su lugar y desde ese momento no ha dejado de serlo, como compositor hace que las canciones que escribe lleguen al corazón mismo de las personas, mezclando la crudeza y la armonía de manera sorprendente.

- Daiki Nakahata (Baterista y Programación): Sus percusiones multifacéticas le dan un aire rupturista a los discos de la banda, los ritmos cada vez más oscuros de Syrup16g se obligaron a jugar con las baterías electrónicas, llegando a hacer ritmos muy focalizados con estas

- Maki Kitada (Bajista): Ingreso a la banda en reemplazo de Satou (ver más abajo), esta junto a la banda desde el álbum Delayed, ingresando junto con los demás a la fase más oscura y reconocida de Syrup16g. Kitada también es parte del grupo de músicos de la disquera Key Crew y ha participado en las grabaciones y lives de artistas como Salyu, EL-MALO, CRACK POT entre otros.

### Exintegrantes
- Motoaki Satou (Bajista): Primer bajista de la banda y uno de los miembros fundadores, solo alcanzó a editar de manera major el álbum Coup D'etat y los materiales indies de la banda.

## Biografía
Syrup16g se formó en 1993 cuando Igarashi y el baterista Nakahata Daiki se conocieron en la preparatoria en Sendai y decidieron formar una banda. Poco después, el bajista Satoh Motoaki y un vocalista de breve duración se unieron a la banda. En 1996, el vocalista dejó la banda, y el guitarrista Igarashi (quien había escrito las canciones todo ese tiempo) tomó el puesto. Durante el proceso de la nueva formación lanzaron dos demos de canciones que habían sacado desde 1998 hasta el 2001, atrayendo la atención de la disquera indie Daizawa Records.
En el 2001, el primer álbum de Syrup, Copy, fue lanzado en Daizawa Records obteniendo una muy buena crítica. Los Tours en Japón occidental con Art-school, Label-Mates y Condor44, hicieron que Syrup saliera a la luz pública. Eso llama la atención de Columbia Records con quien lanzaron su primer álbum como major, Coup D'etat. En ese mismo año Syrup participa en presentaciones en vivo con Losalios y Bloodthirsty Butchers. Poco después del lanzamiento de Coup D'etat, el Bajista Satoh se aleja de la banda, y Kitada Maki lo reemplaza.
Desde el 2002 al 2005 Syrup16g estuvo trabajando arduamente en giras, y lanzando álbumes. Esto lo podemos notar en que lanzaban más de un álbum al año y en las múltiples giras ke hacían para promocionar sus trabajos, como también en la participación de eventos de gran importancia en la escena del rock en Japón como es The Rock Japan Festival y el Fuji Rock Festival. Además han lanzado dos DVD de conciertos.
Durante el 2006 Syrup16g detuvo sus giras, y sus miembros comenzaron a dedicarse a sus proyectos en paralelo

## Discografía
La Mayoría de los álbumes, singles y DVD de Syrup16g fueron lanzados por la discográfica Columbia Records., sin embargo sus primeros discos fueron lanzados por la discográfica indie Daizawa Records, con la cual están actualmente afiliados 

### Álbumes
- COPY (2001.10.05) (Lanzado por Daizawa Records)
- coup d'Etat (2002.06.19)
- delayed (2002.09.25)
- HELL‐SEE (2003.03.19)
- Mouth to Mouse (2004.04.21)
- delayedead (2004.09.22) (Lanzado por Daizawa Records)
- syrup16g (2008.01.30)
- HURT (2014.08.27)
- darc (2016.11.16)
- delaidback (2017.11.08)

### EP
- Free Throw (1999.12.25) (Lanzado por TINSTAR RECORDS)
- Kranke (2015.05.20)

### Singles
- Purple Mukade (2003.09.17)
- My Song (2003.12.17)
- Real (2004.03.24)
- Uoza (2004.04.07)
- I.N.M. (2004.04.07)

### DVD
- BLACKSOUND/BLACKHUMOR (2004.06.02)
- Chishi 10.10 (2005.01.26)
- Daimas no Nikki Special no Nikki (2006.01.25)
- GHOST PICTURES (2007.11.28)
- the last day of syrup16g (2008.05.28)
- Daizawa Jidai ~Decade of Daizawa Days~ (2012.04.11)
- Saihatsu Kanja (2016.06.27)

### Otros
- Syrup16g01 (1999.12.15) (Primer Demo Tape)
- Syrup16g02 (1999.12.15) (Segundo Demo Tape)
- Hanaotoko (2003.03.19) (Compilado de varios artistas editado por Faith Music Entertainment, contiene el tema Tonsei (Hakuchuumu ver))
- Doumyaku (2006.08.25) (Primer álbum recopilatorio de Syrup16g, incluye un tema no editado anteriormente como Bonus Track) (Lanzado por Daizawa Records)
- Joumyaku (2006.08.25) (Segundo álbum recopilatorio de Syrup16g, incluye la reedición de un tema de su segundo demo tape y un tema no editado, ambos como Bonus Tracks) (Lanzado por Daizawa Records)

- Datos: Q3509051